# Maroon (gruppo musicale)
I Maroon sono stati un gruppo musicale metalcore tedesco, formatosi nel 1998 Nordhausen, in Turingia (Germania centrale), e scioltosi nel 2014.
Molto popolari in Germania, sono conosciuti soprattutto per essere di stampo straight edge e vegan. Pare però che ultimamente abbiano abbandonato questo movimento e non ne facciano più parte (sembrerebbe infatti che il cantante sia stato visto bere alcolici, un comportamento notoriamente vietato per chi appartiene allo Straight edge). Il genere viene spesso associato all'Hardcore ma presenta molti elementi Metalcore e molti pezzi cantati dal cantante Andre Moraweck, sono interpretati con il growl, inesistente nell'Hardcore.
Hanno partecipato a tour insieme a band del calibro degli As I Lay Dying, Caliban, Heaven Shall Burn, Himsa e Darkest Hour, e contano anche presenze importanti ad Open Air come il Wacken Open Air e il With Full Force.
I Maroon hanno annunciato l'imminente scioglimento dopo 16 anni di carriera e circa 1000 concerti. La band nel 2014 tiene una serie di concerti di addio tra Europa e Asia, prima di sciogliersi definitivamente.

## Formazione
- Andre Moraweck - voce
- Sebastian Grund - chitarra
- Sebastian Rieche - chitarra
- Tom-Eric Moraweck - basso
- Nick Wacksmuth - batteria

## Discografia
- The Initiate demo tape (1999), autoprodotto
- Captive in the Room of the Conspirator (2000), Kerosene Recordings
- Antagonist (2002), Catalyst Records
- Endorsed By Hate (2004), Alveran Records
- When Worlds Collide (2006), Century Media Records
- The Cold Heart of the Sun (2007), Century Media Records
- Order (2009), Century Media Records